# Familiepark Drievliet
Familiepark Drievliet is ontstaan op een Rijswijkse buitenplaats en is een attractiepark voor overwegend jeugdige bezoekers in het Nederlandse Den Haag geworden.

## Geschiedenis

### Landhuis

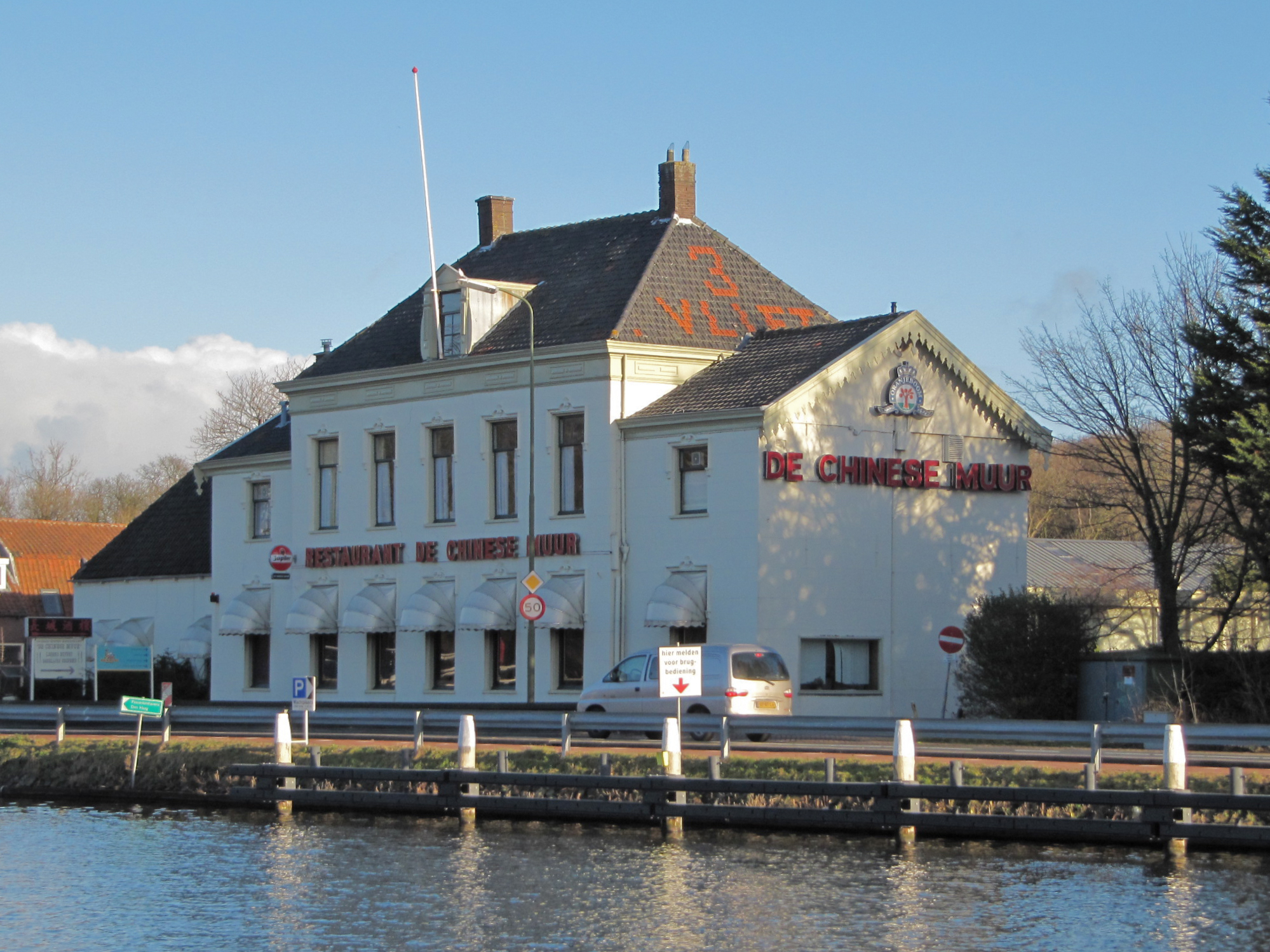
Het landhuis anno 2011.

Drievliet kreeg zijn naam vanwege zijn ligging aan het knooppunt van de Vliet naar Leiden, de Haagse Trekvliet en de Delftsche Vliet. Op een kaart uit 1611 van Floris Balthasars wordt de hofstede Drievliet met een grote tuin al getoond. De erven van Ysbrand van der Does, secretaris van Amsterdam, verkochten de hofstede met 33 morgen land in 1625 aan Johan van Gogh, griffier van de Staten-Generaal. Het was waarschijnlijk Van Gogh die het herenhuis bouwde. In 1682 wordt het in ieder geval vermeld in een boedelscheiding, en op de kaart van het Hoogheemraadschap van Delfland door N. Cruquius van 1712 staat Drievliet ook als buitenplaats met landschapstuinen aangegeven.

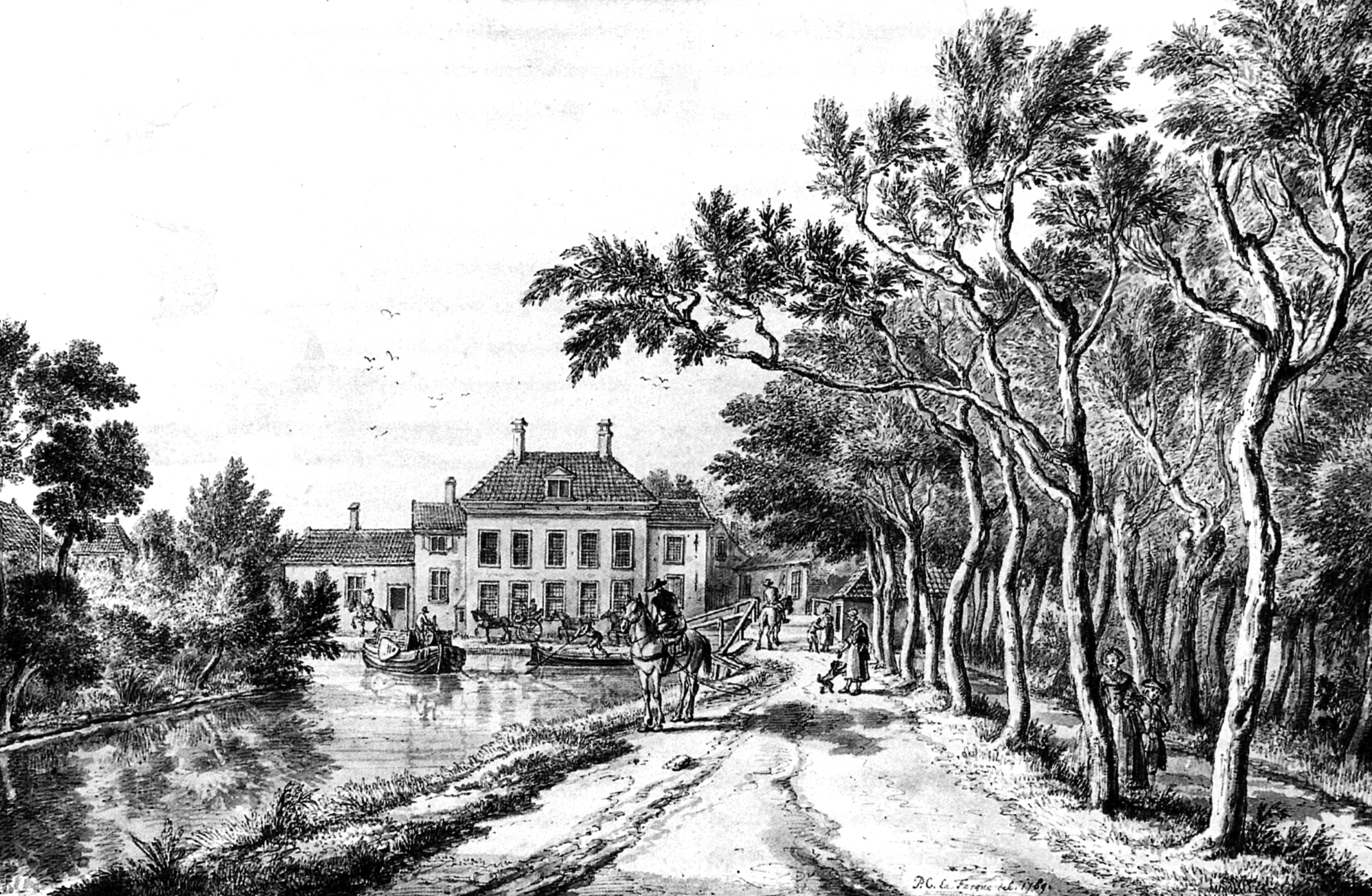
Buitenplaats Drievliet in de 18^{e} eeuw

Van Gogh gaf het landgoed aan zijn dochter toen zij trouwde met Arnout van Beaumont, president van de Raad van Brabant. Na haar dood ging het over op haar zoon, Andries van Beaumont. De weduwe van diens zoon, Johan van Beaumont, verkocht het aan Nicolaas Evert Fournier, advocaat voor het Hof van Gelderland.
In 1736 verkocht hij het aan de weduwe van mr. Jan van der Burg, advocaat voor het Hof van Holland. In 1874 kocht C.H.Th.A. Hooft Graaflant, tevens eigenaar van Burchvliet, het landgoed. Hij bleef er wonen tot aan zijn dood in 1923.
Het classicistische, blokvormige huis is een rijksmonument.

### Speeltuin

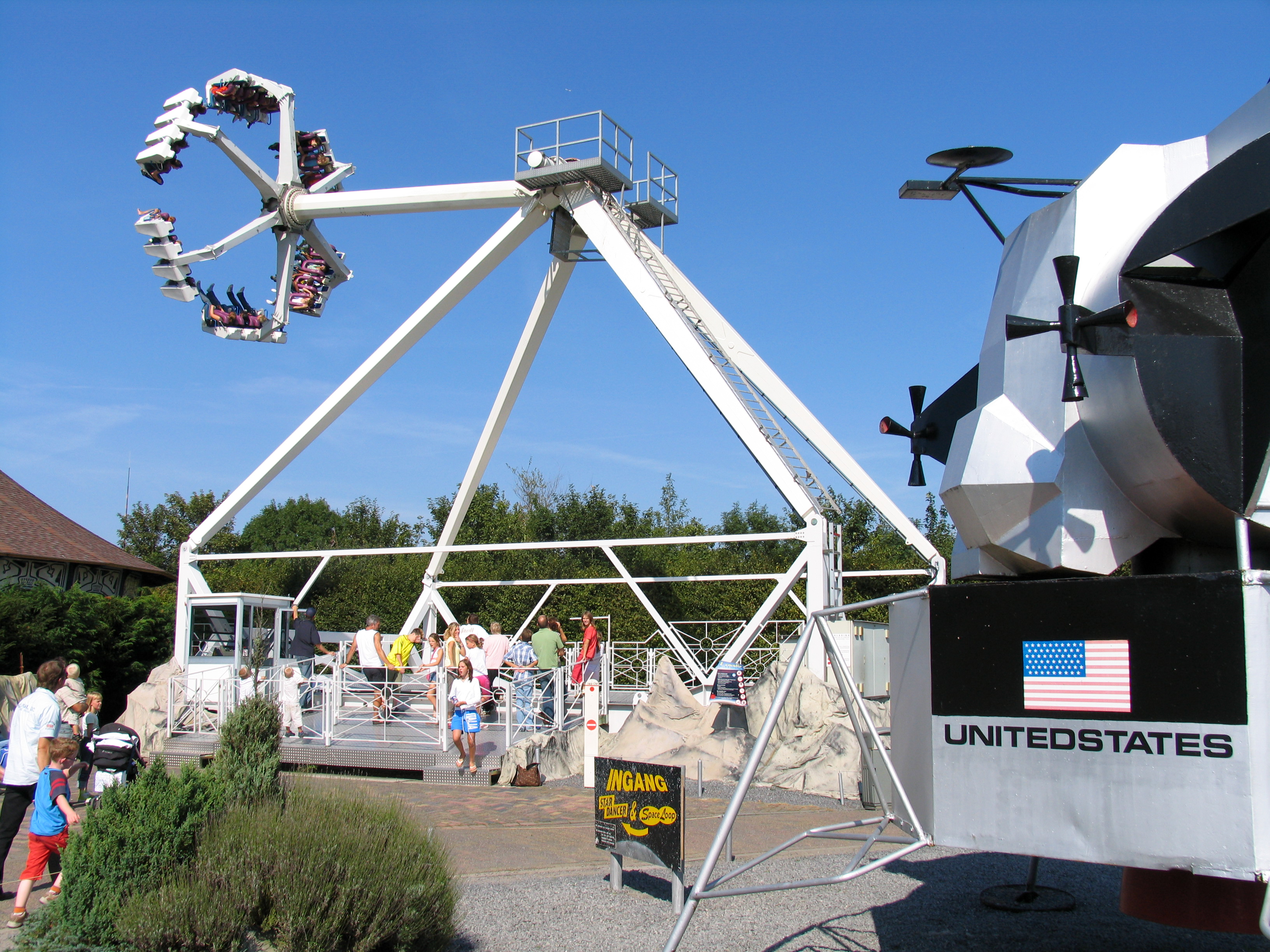
De toenmalige attractie Lunatic

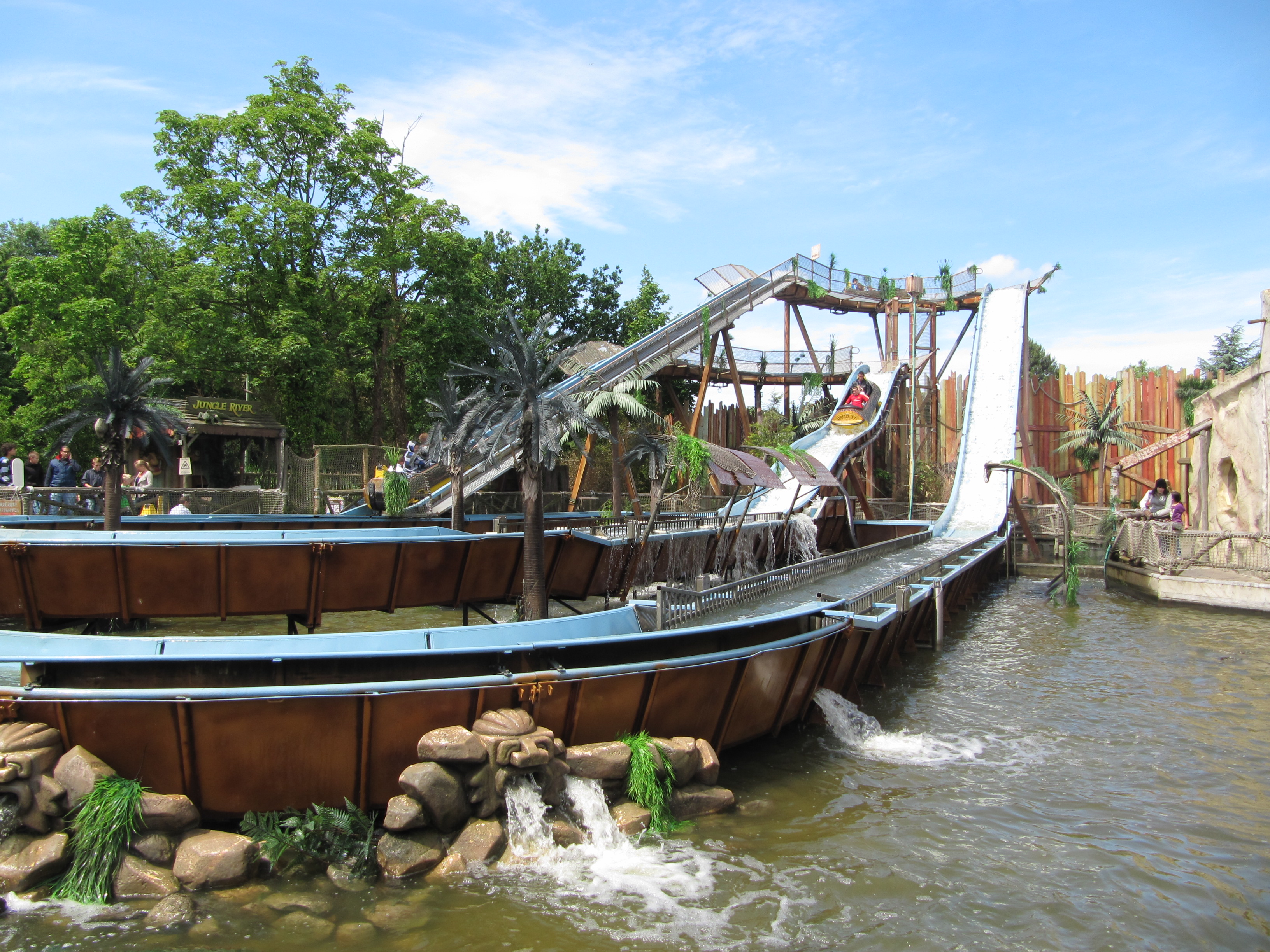
De boomstamattractie Jungle River

Na de dood van C.H.Th.A. Hooft Graaflant vestigde de nieuwe eigenaar, de familie Faaij, in het huis een café, en opende in 1938 ook een theetuin met speeltuin. Dit bleek een aantrekkelijke combinatie, en toen de bezoekers na de Tweede Wereldoorlog bleven komen, werd in 1950 het landgoed aangekocht door de N.V. Maatschappij Drievliet. Het huis werd verbouwd tot restaurant. Rond 1985 werd het een Chinees restaurant.
In 1951 plaatste de eigenaar een eerste attractie, de draaimolen, en werd Drievliet attractiepark genoemd.

Er was naast de wippen, schommels, draaischijf, hoge en lage glijbanen, in het midden van het park een doolhof met in het centrum een kooi met aapjes, en er kon ezeltje gereden worden. In de loop der jaren werden diverse kermisattracties toegevoegd, zoals 'paardensport' in bak, waarin op ijzeren 3-wielige trapwagentjes met ijzeren paardjes ervoor wedstrijd gereden kon worden, een tent met botsautootjes, een schommelbootje, een draaimolen, een poppenkast. In een latere uitbreiding werden toegevoegd een rupsbaan, een raketdraaimolen, een amusementshal met speelapparaten en flipperkasten, een grot met lachspiegels en een kindvriendelijk spookhuis.

### Uitbreiding
In de tientallen jaren die daarop volgden, werden er in het park meer attracties geplaatst. Een van de oudste nog bestaande attracties in het park is de Monorail, die in 1968 geplaatst werd. Het is de oudste monorail van Nederland.
Het park richtte zich voornamelijk op jeugdige bezoekers. Zo werden er voornamelijk thrill-rides aangekocht in de jaren '90 en '00, zoals de breakdance Star Dancer en het schommelschip De Piraat.

### Decoratie
Veel attracties in het park hadden de uitstraling van kermisattracties. Het park zag in dat attractieaanbod niet meer het enige is wat een attractiepark moet bieden, maar dat thematisering ook belangrijk is. De "kermisattracties" in het park kregen alle hun eigen thema. In 2010 werd hiervoor een aantal attracties tijdelijk gesloten en werd een deel van het park omgebouwd tot één themagebied, iets wat men van het park tot die tijd nog niet kende. Een aantal attracties werd ingericht naar het thema Oceaan zoals de huidige Draaikolk, Kwal en Nautilus. Op 9 april 2011 werd het nieuwe en eerste themagebied van het park genaamd Lol Atol geopend. Sindsdien is onder andere het Spookslot heringericht naar het thema Egypte, is in 2012 aan het themagebied Lol Atol een fonteinenplein toegevoegd en is het entreegebouw van het attractiepark verbouwd en heringericht.

### Overname
In 2024 werd het park overgenomen door het Franse Looping Group, het bedrijf dat ook Avonturenpark Hellendoorn beheert.

## Speelfilms
In Drievliet zijn een aantal bioscoopfilms opgenomen, waaronder De Griezelbus (2005), Dik Trom (2010) en Mees Kees (2012).

## Bereikbaarheid per openbaar vervoer
Tot 1996 kwam er geen openbaar vervoer langs; tramlijn 10 en bus 23 bij de Geestbrug waren het dichtstbijzijnde. In 1996 ging buslijn 21 naar Drievliet rijden. De ingang was toen nog aan de Vliet. Na de verplaatsing van de ingang naar de achterkant komen  tramlijn 15 en buslijn 30 het dichtst bij.